# Lunaire
Lunaria
Pour les articles homonymes, voir Lunaire, Saint Lunaire et Saint-Lunaire.
Genre
Classification phylogénétique
Une lunaire est une plante dicotylédone de la famille des brassicacées, ou crucifères, appartenant au genre Lunaria.

## Étymologie
Lunaire est la francisation du latin Lunaria, nom dérivé de luna, « lune », allusion à l'aspect rond et nacré du septum, fine membrane séparant les deux valves des fruits. Ce motif a été très représenté dans le mouvement Art nouveau de l'École de Nancy.

## Espèces

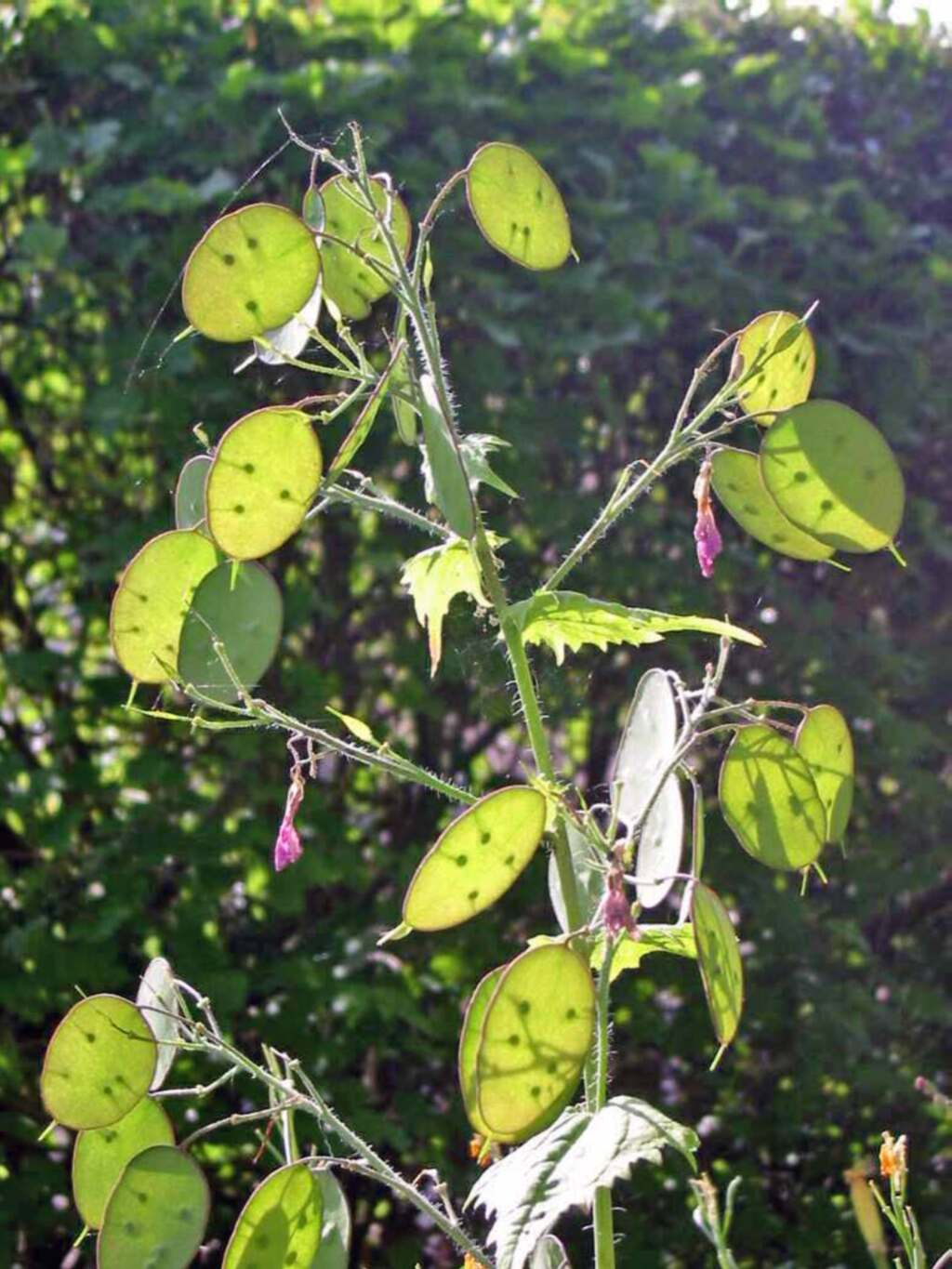
Fruits circulaires de la lunaire. On peut voir les graines par transparence.

On en connaît deux principales espèces, Lunaria rediviva, la lunaire vivace, et Lunaria annua, la lunaire annuelle plus connue sous le nom de monnaie-du-pape. Très communes en Europe occidentale, ces deux espèces cohabitent rarement : la première préfère les climats tempérés à froids (elle est abondante en Grande-Bretagne), la seconde est plus méridionale. Elles ont en commun leurs petites fleurs violettes, à quatre pétales, et surtout leurs fruits, silicules très plates, ovales pour L. rediviva, circulaires et semblables à des pièces d'argent pour L. annua, d'où son nom de « monnaie-du-pape », « herbe-aux-écus », « médaille-de-Judas » ou « satin blanc ». La monnaie-du-pape est très appréciée en bouquets secs lorsque les parois externes des silicules s'étant détachées il ne subsiste plus que la membrane translucide qui sépare les deux moitiés du fruit.
L. annua est aussi appelée L. biennis, terme qui semble plus correct dans la mesure où il s'agit d'une plante bisannuelle. La plante peut atteindre 60 cm à 1 m de haut. On la rencontre fréquemment au bord des chemins ou dans les décombres, dans des lieux semi-ombragés. La tige est légèrement velue. Les feuilles, sessiles, sont cordées et grossièrement dentées, assez grandes. Les fleurs forment de fausses ombelles au sommet d'une longue tige dressée. Floraison à partir d'avril.
Lunaria rediviva, par contre est une plante vivace. Elle apprécie surtout les lieux humides, notamment les bois. Les feuilles sont plus nettement dentées que celles de L. annua, et les fleurs beaucoup plus odorantes. Floraison à partir de mai.
Lunaria telekiana est une autre espèce de lunaire endémique du nord-est de l'Albanie.

## Galerie

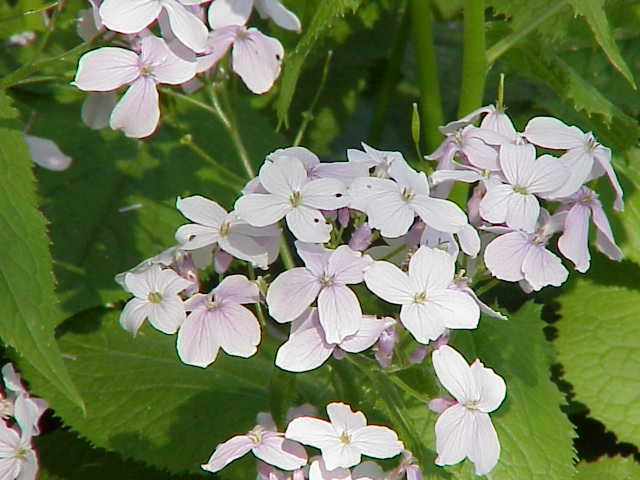
Fleurs en croix
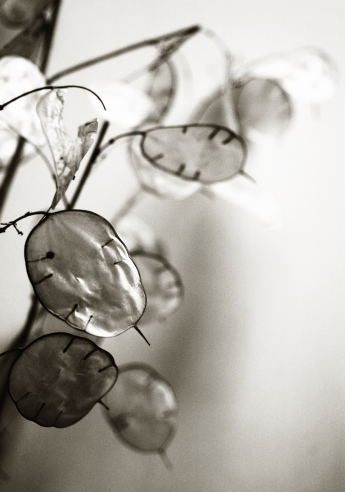
Monnaie-du-pape séchée
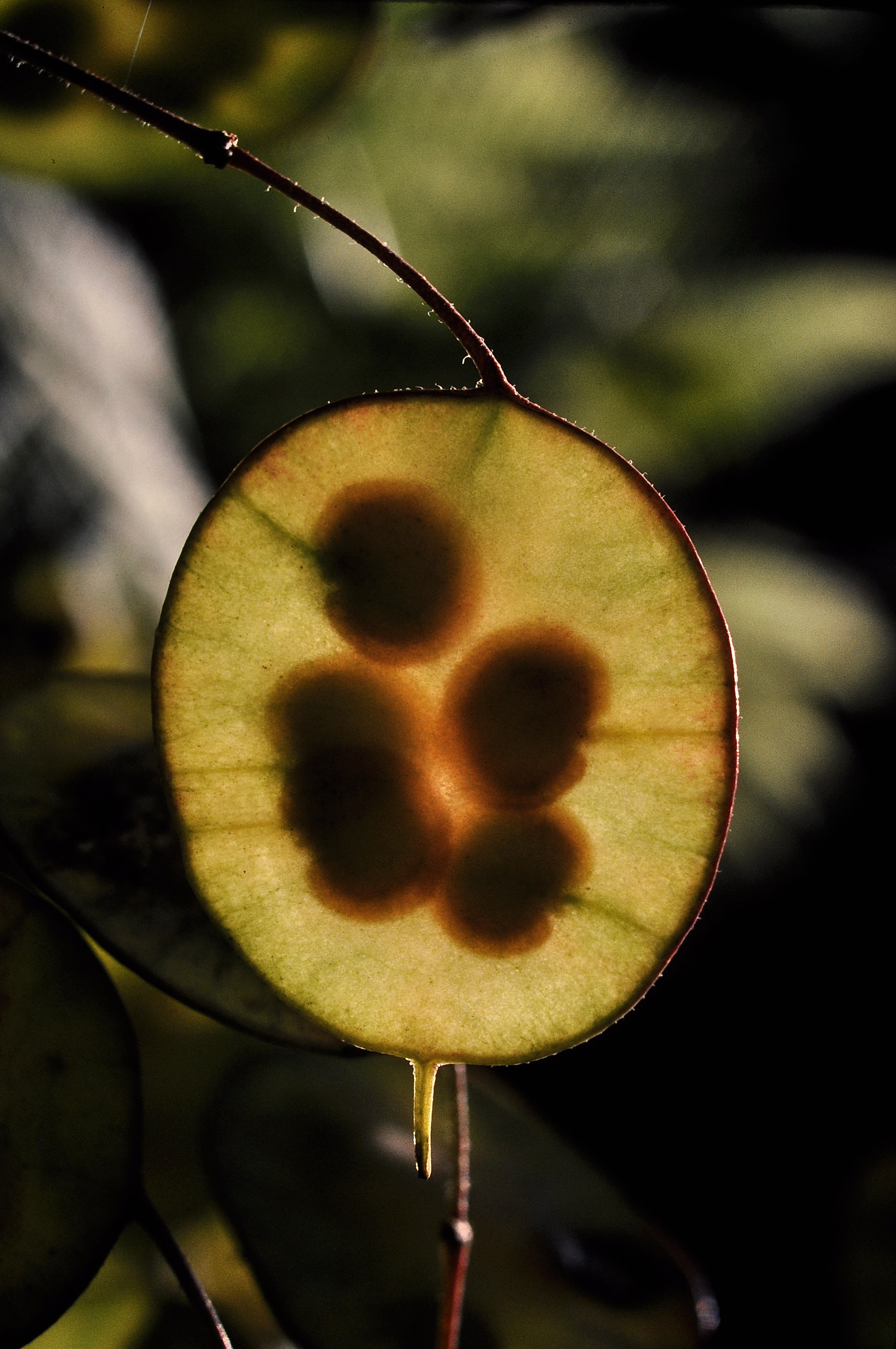
Graines visibles